# Турнір європейських чемпіонів з футзалу
Турнір європейських чемпіонів з футзалу (англ. Futsal European Clubs Championship) — щорічне змагання між найсильнішими футзальними клубами Європи. Перший розіграш турніру відбувся в 1984 році, а в 2001 йому на зміну прийшов Кубок УЄФА з футзалу. Цей турнір не визнається УЄФА.

## Історія
Перший турнір був проведений в 1985 році у Вітербо, в ньому взяли участь чотири команди з Іспанії, Італії, Бельгії та Нідерландів. Формула розіграшу турніру та кількість учасників часто змінювалися до 1991 року, в якому турнір отримав офіційний статус, а в 1992 і 1993 рр. не вдалося організувати турнір. У турнірах брали участь команда-господар та запрошені клуби, але суперників намагалися запрошувати таких, щоб самим перемогти у турнірі, про що свідчить й статистика, адже лише одного разу його вдалося виграти не господарям. Після паузи в турнірі, з плином часу, він почав завойовувати престиж, та отримав стабільний формат: шість команд розділені на дві групи.
Лише одного разу в турнірі взяла участь українська команда - це був одеський «Локомотив» у 1997 році, який у підсумку зайняв 4-те місце.
Найкращим бомбардиром турніру за всі часи є Костянтин Єременко, який в 20 матчах відзначився 50 разів.
Найбільше матчів у турнірі провели Темур Алекберов та Михайло Маркін, які брали участь в усіх матчах «Діни» на цьому турнірі - по 28.

## Переможці турніру
| Сезон          | Місце проведення       | Переможець          | Рахунок        | Фіналіст                  | Третє місце       |
| -------------- | ---------------------- | ------------------- | -------------- | ------------------------- | ----------------- |
| 2001 Подробиці | Кастельйон-де-ла-Плана | Плайас де Кастельон | 4-2            | Діна                      | АС Гензано        |
| 2000 Подробиці | Сеговія                | Каха Сеговія        | 4-1            | БНЛ Кальчетто             | Діна              |
| 1999 Подробиці | Москва                 | Діна                | 2-1            | Лаціо                     | Ель-Посо Мурсія   |
| 1998 Подробиці | Талавера               | КЛМ Талавера        | 3-3 (5-4 пен.) | Діна                      | БНЛ Кальчетто     |
| 1997 Подробиці | Москва                 | Діна                | 2-2 (5-4 пен.) | БНЛ Кальчетто             | Інтерв'ю Бумеранг |
| 1996 Подробиці | Рим                    | БНЛ Кальчетто       | 5-4            | Лепанто Пінтурас Сарагоса | Діна              |
| 1995 Подробиці | Маспаломас             | Діна                | 6-5            | Маспаломас Соль де Еуропа | Торіно            |
| 1994 Подробиці | Мадрид                 | Марсанс Торрехон    | 11-3           | Успіняча                  | ЗВК Хасельт       |
| 1993 1992      | Не проводився          | Не проводився       | Не проводився  | Не проводився             | Не проводився     |
| 1991 Подробиці | Мадрид                 | Інтерв'ю Ллойдс     | 7 -0           | АР Фрейшіейру             | МНК Селяк Лівно   |
| 1990 Подробиці | Рим                    | Рома РКБ            | 2-1            | Ла-Гарріга Ізолар         | ЗВК Хасельт       |
| 1989 Подробиці | Дебрецен               | Успіняча            | 3 -0           | МНК Кутіна                | Дебрецен          |
| 1988 Подробиці | Веленє                 | Форд Генк           | 3-0 (плей-офф) | Крес Бойс                 | Кестхей           |
| 1987 Подробиці | Маастрихт              | Нествед             | 7-0            | ЗВК Хасельт               | Ортана Гріфус     |
| 1986 Подробиці | Рим                    | Драй Кенінг         | 3-3 (4-3 пен.) | ЗВК Хасельт               | Рома Барілла      |
| 1985 Подробиці | Вітербо                | ЗВК Хобокен         | 3-3(4-3 пен.)  | Крес Бойс                 | Егаса Частон      |

## Виступ за країнами
| Країна     | Перемога | Фінал | Переможці                                                                          |
| ---------- | -------- | ----- | ---------------------------------------------------------------------------------- |
| Іспанія    | 5        | 3     | Інтерв'ю Ллойдс, Марсанс Торрехон, КЛМ Талавера, Каха Сеговія, Плайас де Кастельон |
| Росія      | 3        | 2     | Діна (3)                                                                           |
| Італія     | 2        | 3     | Рома РКБ, БНЛ Кальчетто                                                            |
| Бельгія    | 2        | 2     | ЗВК Хобокен, Форд Генк                                                             |
| Нідерланди | 1        | 2     | Драй Кенінг                                                                        |
| Хорватія   | 1        | 2     | Успіняча                                                                           |
| Данія      | 1        |       | Нествед                                                                            |
| Португалія |          | 1     |                                                                                    |